# Frankrijk op de Olympische Zomerspelen 1904
Frankrijk stuurde geen atleten om deel te nemen aan de Olympische Zomerspelen 1904 in St. Louis, Verenigde Staten. Desondanks melden sommige bronnen dat Albert Coray, die tweemaal zilver won in het atletiek, de Franse nationaliteit had. Zijn zilveren medaille op de marathon wordt toegerekend tot de Verenigde Staten, maar geeft verder aan dat hij in de teamrace over 4 mijl samen met vier Amerikaans atleten deel nam als onderdeel van een gemengd team.

## Deelnemers en resultaten

### Atletiek
| Olympiër     | Discipline   | Resultaat | Prestatie |
| ------------ | ------------ | --------- | --------- |
| Albert Corey | marathon (m) | Zilver    | 3:34.00   |

Australië · Canada · Cuba · Duitsland · Frankrijk · Griekenland · Groot-Brittannië · Hongarije · Oostenrijk · Verenigde Staten · Zuid-Afrika · Zwitserland · Gemengde teams